# Tasman District

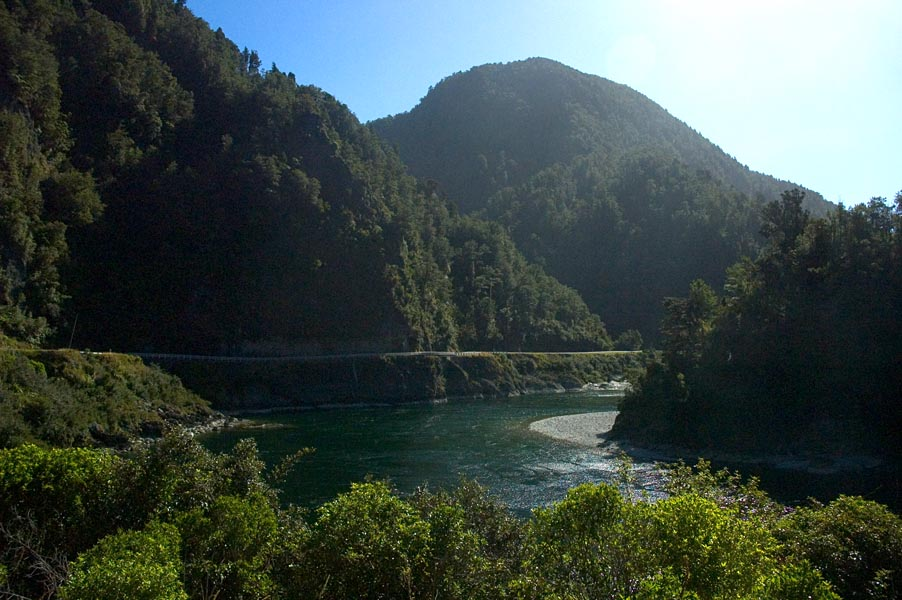
Blick auf den Buller River im Süden der Region

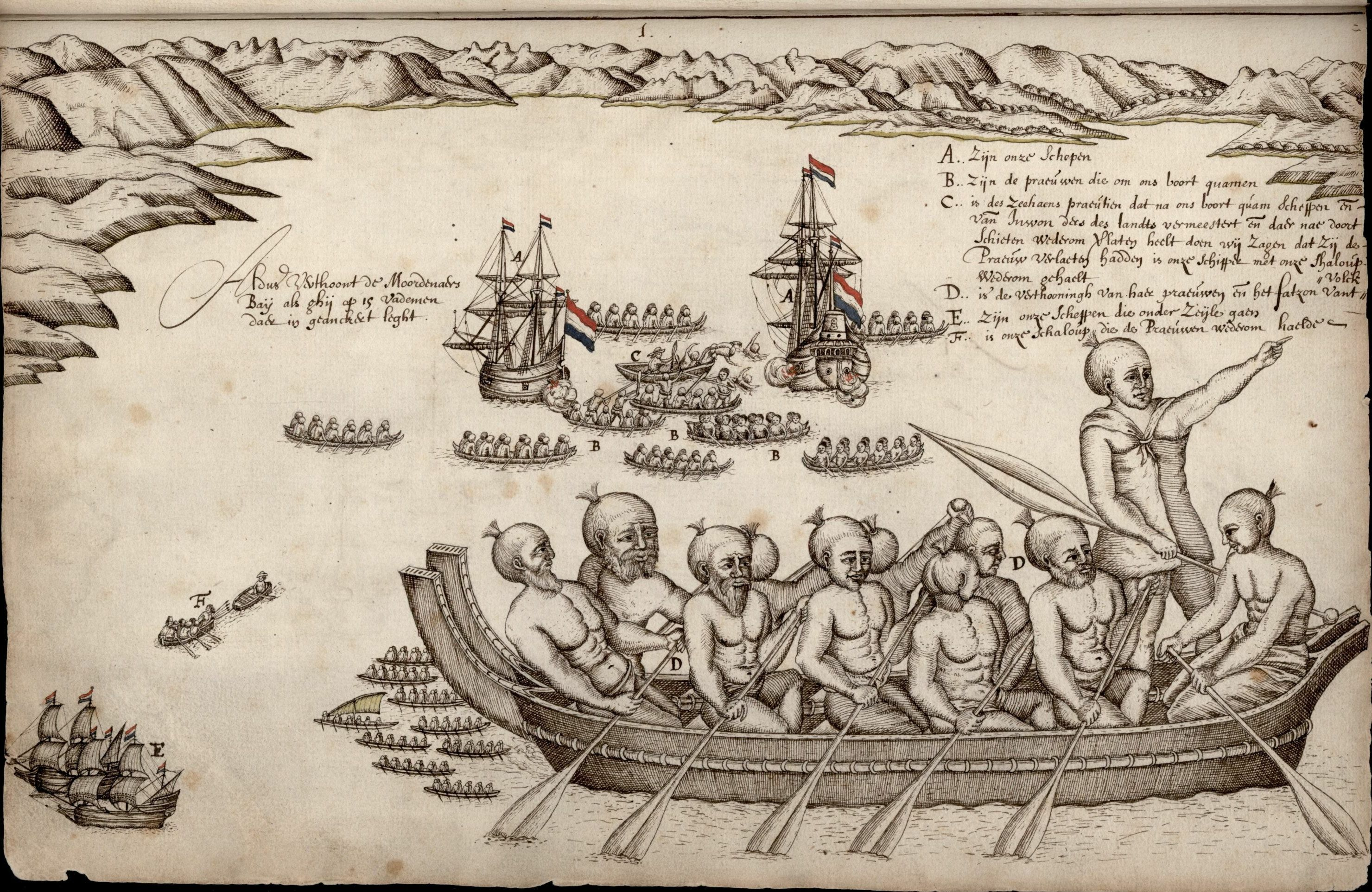
Die missglückte Landung Tasmans in der Golden Bay / Mohua (1642)

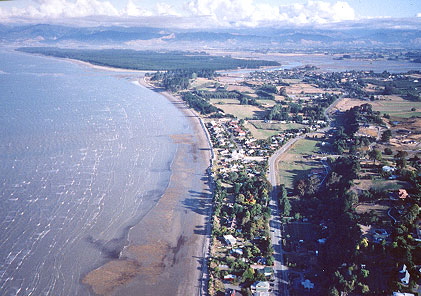
Luftaufnahme von Mapua

Der Tasman District ist eine Verwaltungseinheit auf der Südinsel von Neuseeland. Der Rat des Distrikts, Tasman District Council genannt, hat seinen Sitz in der Stadt Richmond. Der Distrikt besitzt den Status einer Unitary Authority, da er mit seiner Verwaltung gleichzeitig die verwaltungstechnischen Aufgaben einer Region wahrnimmt, wobei die Grenzen der Region deckungsgleich mit denen des Distrikts sind.

## Geographie

### Geographische Lage
Der Tasman District liegt im Nordwesten der Südinsel an der Tasmansee. Im Norden bilden die Tasmansee, die Golden Bay / Mohua und die Tasman Bay / Te Tai-o-Aorere die natürlichen Grenzen des Distrikts. Der Westen und Südwesten wird vom Buller District begrenzt, der bereits zur Region West Coast gehört, im südöstlichen Zipfel tut dies der Hurunui District, der zur Region Canterbury zählt, und im Osten grenzt der Marlborough District an. Ein kleiner Abschnitt im Nordosten teilt sich der Tasman District mit dem Stadtgebiet von Nelson. Der Distrikt verfügt über eine reine Landfläche von 9616 km² und hatte zum Census im Jahr 2013 mit 47.154 Einwohnern eine Bevölkerungsdichte von 4,9 Einwohner pro km².
Der größte Teil des Distrikts ist von einer Berglandschaft geprägt, die bis zu Höhen von über 1800 m reichen. Lediglich das Gebiet südwestlich der Tasman Bay / Te Tai-o-Aorere ist weitläufig eben und liegt in den Einzugsgebieten der Flüsse Moutere River und Waimea River. Die größte Stadt des Distrikts ist Richmond mit knapp 12.300 Einwohnern, gefolgt von Motueka mit rund 7600, Mapua mit rund 2000, Wakefield mit etwa 2100, Brightwater mit gut 1750 und Tākaka mit knapp 1250 Einwohnern. Verkehrstechnisch angeschlossen ist der Distrikt durch den New Zealand State Highway 6, der von Nelson kommend den Distrikt in südwestlicher Richtung durchkreuzt. Von Richmond abzweigend bindet der State Highway 60 den nördlichen Teil des Distriktes an.
Der geographische Mittelpunkt Neuseelands liegt in der Nähe von Tapawera, rund 40 km südwestlich von Nelson entfernt.

### Klima
Der Tasman District liegt unter dem Einfluss der von der Tasmansee kommenden Winde. Während in den Berglandschaften der Tasman Mountains die Niederschläge oberhalb von 3500 mm pro Jahr liegen, reduzieren sie sich auf der Leeseite der Berge bis auf 1000 mm pro Jahr je nach Lage. Dabei sind die Küstenregionen und die Ebenen trockener, die Bergregionen in der Regel feuchter. Die durchschnittlichen Tagestemperaturen im Sommer liegen zwischen 16 °C und 24 °C je nach Höhenlage; die Winter hingegen sind in den Bergen kalt mit häufigen Minustemperaturen, an den Küsten mild mit Temperaturen zwischen 3 °C und 7 °C, letztere im Norden an der Küste. Die jährliche Sonnenscheindauer liegt in den Bergen zwischen 1700 und 2000 Stunden je nach Lage und an den Küsten und in den Ebenen zwischen 2100 und 2400 Stunden.

## Geschichte
Den Überlieferungen der Māori nach, erreichte das erste Waka (Kanu) mit dem Namen Uruao die Gegend der heutigen Region Tasman bereits im 12. Jahrhundert. Archäologische Funde belegen, dass die Ureinwohner Neuseelands die ganze Region erkundeten, aber vornehmlich an der Küste siedelten, wo sie reichlich Nahrung fanden. Aus dem häufigen Wechsel verschiedener Iwi (Stämme) schließen Historiker, dass diese Zeit von heftigen kriegerischen Auseinandersetzungen geprägt war.
Im Jahr 1642 ankerte der Niederländer Abel Tasman in der heute als Golden Bay / Mohua bekannten Bucht. Beim Versuch, an Land zu gehen, waren ihm die Māori feindlich gesinnt. Vier Seeleute fanden den Tod und Tasman, nach dem die Region schließlich benannt wurde, nannte die Bucht „Murderer's Bay“ und setzte folglich nie seinen Fuß auf neuseeländischen Boden.
Ab 1828 drang ein Verband aus zahlreichen Māori-Stämmen der Nordinsel (unter ihnen Ngāti Toa) auf die Südinsel und besiedelte das Gebiet von Farewell Spit bis zum Wairau River. Unter Arthur Wakefield, Agent der New Zealand Company, erreichten die ersten Siedler im Jahr 1842 die heutige Region. Während der 1850er Jahre wurden neue Siedlungen gegründet und vor allem in den Waimea Plains mit der landwirtschaftlichen Nutzung des Gebietes begonnen. Als man 1856 nahe Collingwood Gold entdeckte, begann der erste Goldrausch in der Geschichte des Pazifikstaates. Nahe Onekaka an der Golden Bay / Mohua entdeckte man später große Eisenvorkommen, die bis in die 1930er Jahre abgebaut wurden. Ende des 19. Jahrhunderts begann man mit dem Obstanbau in der sonnenverwöhnten Region, der neben dem Tourismus seit Mitte des 20. Jahrhunderts einer der wichtigsten Wirtschaftszweige der Region Tasman ist.
Im Tasman District liegt das Dorf Upper Moutere, das in den 1850er Jahren von den ersten deutschen Einwanderern nach Neuseeland gegründet wurde und bis 1917 Sarau hieß. Noch heute finden sich dort Spuren der deutschen Siedlungsgeschichte.
Der Tasman District wurde im Juli 1992 durch die Aufteilung der Nelson-Marlborough-Region in die drei Unitary Authorities Nelson, Marlbourough und Tasman gegründet.

## Bevölkerung

### Bevölkerungsentwicklung
Von den 47.154 Einwohnern der Stadt waren 2013 3438 Einwohner Māori-stämmig (7,3 %). Damit lebten 0,6 % der Māori-Bevölkerung des Landes in dem Tasman District. Das durchschnittliche Einkommen in der Bevölkerung lag 2013 bei 25.700 NZ$ gegenüber 28.500 NZ$ im Landesdurchschnitt.

### Herkunft und Sprachen
Die Frage nach der Zugehörigkeit einer ethnischen Gruppe beantworteten in der Volkszählung 2013 93,1 % mit Europäer zu sein, 7,6 % gaben an, Māori-Wurzeln zu haben, 1,1 % kamen von den Inseln des pazifischen Raums und 1,9 % stammten aus Asien (Mehrfachnennungen waren möglich). 17,8 % der Bevölkerung gab an in Übersee geboren zu sein. 1,9 % der Bevölkerung sprachen Deutsch als zweithäufigste Sprache nach Englisch und von den Māori beherrschten 12,7 % die maorische Sprache.

## Politik

### Verwaltung
Der Tasman District ist noch einmal in fünf Wards unterteilt, dem Richmond Ward mit vier Councillors (Ratsmitglieder), dem Motueka Ward und dem Moutere-Waimea Ward mit je drei, dem Golden Bay Ward mit zwei und dem Lakes-Murchison Ward mit einem Councillor. Die dreizehn Councillors bilden zusammen mit dem Mayor (Bürgermeister) den Distrikt Council (Distriktrat) und werden alle drei Jahre neu gewählt. Eine Besonderheit in dem Distrikt stellt der Kaumātua (Älteste) dar. Seine Rolle besteht darin, den Rat in allen Angelegenheiten zu beraten, die Māori betreffen.

### Städtepartnerschaften
Der Distrikt pflegt drei Partnerschaften auf der Basis des Status einer Friendly Town:
- Grootegast, Niederlande mit dem Distrikt
- Kiyosato, Japan mit der Kleinstadt Motueka
- Fujimi Machi, Nagano, Japan mit der Stadt Richmond